# H-Bahn
De H-Bahn (Hängebahn) is een automatisch gestuurd hangend monorailsysteem in de Duitse steden Dortmund en Düsseldorf (hier SkyTrain genoemd) volgens het systeem van SAFEGE. Ontwikkelaar en oorspronkelijke bouwer van het systeem is de firma Siemens, die het product de naam SIPEM (Siemens People Mover) gaf. In Duitsland valt het systeem onder de tramwet (Straßenbahn-Bau und Betriebsordnung; BOStrab) en is in deze wet opgenomen als bijzonder onafhankelijk spoorsysteem, dat automatisch, dat wil zeggen zonder personeel, geëxploiteerd mag worden.

## Techniek

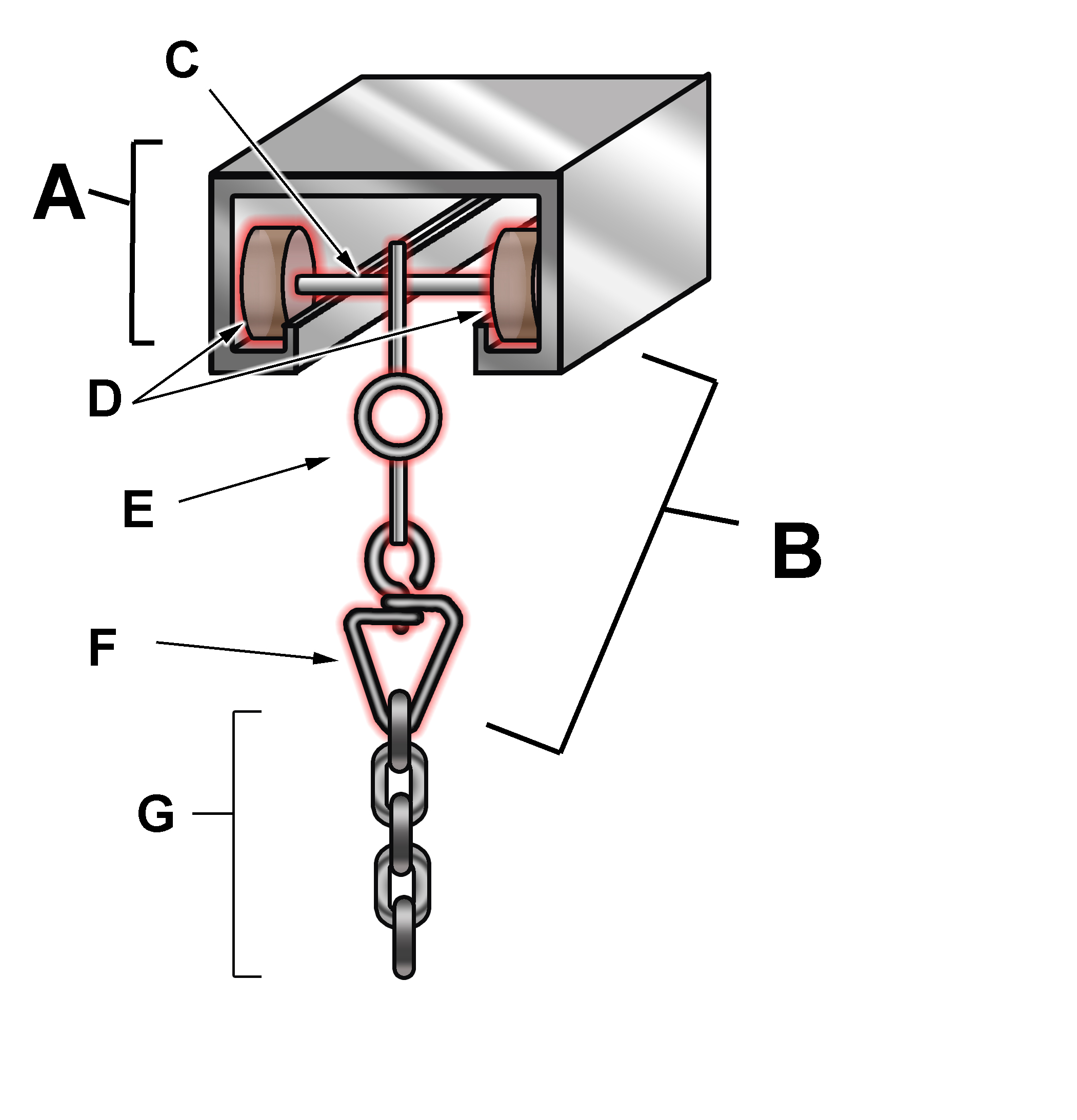
Principe van de H-Bahn met een naar onder geopende koker met twee loopbanen en de wielen die hier overeen rijden. De afbeelding toont eigenlijk de ophanging van een theatergordijn.

De voertuigen van de H-Bahn hangen aan twee draaistellen die zich bevinden in een koker met aan de onderzijde een opening. In deze koker bevinden zich ook de aandrijving, besturing en stroomvoorziening, die geen last van weersinvloeden hebben. Aan het draaistel zitten vier rubberen wielen, twee links en twee rechts, die over twee sleuven in de bodem van de koker rijden. Daarnaast zijn er nog een aantal horizontale wielen die tegen de zijde van de koker rijden waardoor de voertuigen gestuurd worden. Over vier aan de zijkant aangebrachte stroombanen wordt driefasenstroom (draaistroom) met een spanning van 400 volt overgedragen, die zonder omvormer en via een eigen transformatorhuisje direct uit het lichtnet komt. Energie die vrijkomt bij het remmen wordt teruggevoerd naar het net. In de draaistellen zijn twee onafhankelijke, redundante eenheden die wederom uit twee parallel geschakelde elektromotoren bestaan. Hierdoor kan bij uitval van een van de aandrijvingssystemen het voertuig tot de eindhalte doorrijden.
Tevens bevindt zich in de koker een LZB-kabel voor een draadloze overdracht van data tussen voertuig en spoorbaan. In de baan zijn wissels mogelijk.
De H-Bahn wordt door een centrale dienstleiding aangestuurd en kan zo zonder bestuurders rijden. De voertuigen rijden, afhankelijk van de vraag, via een vaste dienstregeling of via oproep, waarbij het laatste vergelijkbaar is met een lift, met drukknoppen bij de haltes en in de cabine.

## Start
In 1973 stelde het toenmalige bondsministerie voor Onderzoek en Technologie (Bundesministerium für Forschung und Technologie) rond de 22 miljoen D-mark beschikbaar voor onderzoek naar dit systeem. Op 21 juli 1975 werd op het terrein van Düwag in Düsseldorf in aanwezigheid van de toenmalige minister Hans Matthöfer een rond de 180 meter lange test- en demonstratiebaan geopend. Een 1,5 kilometer lange lijn ging in 1976 op het terrein van Siemens in Erlangen in bedrijf.

## Op de markt brengen
Sinds 2007 is Siemens gestopt met het actief verkopen van het systeem om zich in dit marktsegment uitsluitend te concentreren op het systeem van Véhicule Automatique Léger (VAL). Dit systeem was ontwikkeld door Matra, maar werd ondertussen door Siemens overgenomen. De techniek staat voor verder gebruik ter beschikking.
In 2009 werd het systeem voor een nieuw bedrijventerrein in Moskou aangeboden, waarbij de exploitant van het Dortmundse systeem als technisch adviseur fungeerde. De H-Bahn in Moskou kwam er uiteindelijk niet.

## Bestaande H-Bahn systemen

### H-BAHN21 (Dortmund)
In Dortmund wordt de H-Bahn door de Dortmunder Stadtwerken als dochteronderneming geëxploiteerd.

### Bouw en uitbreiding van het netwerk

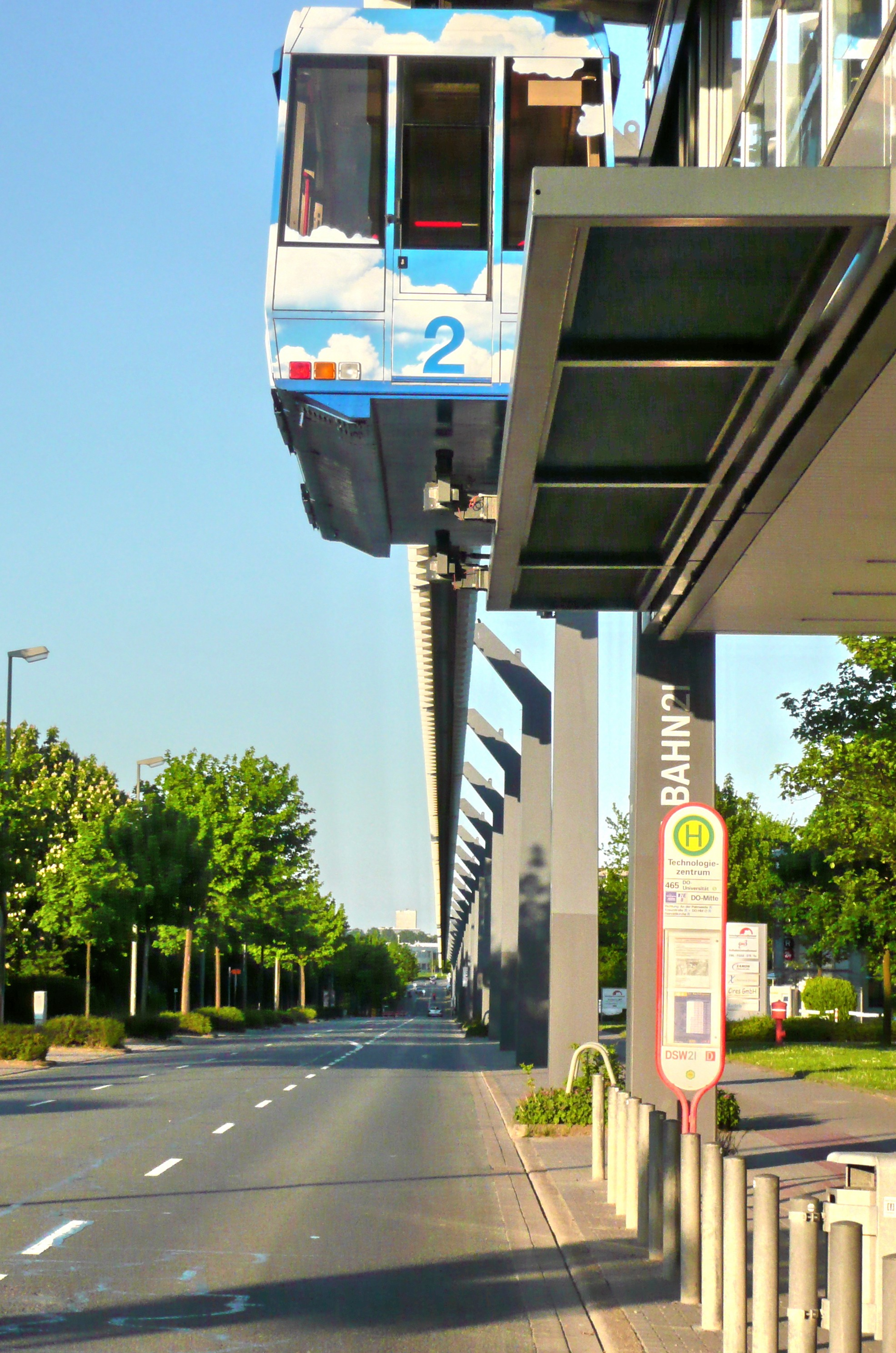
H-Bahn in Dortmund bij de halte Technologiezentrum (2008)

De eerste officieel in gebruik genomen H-Bahn bevindt zich sinds 1984 op het terrein van de Technische Universiteit Dortmund, waarbij het de noord- met de zuid-campus verbindt. De lijn werd op 2 mei geopend door de toenmalige minister Heinz Riesenhuber. De noodzakelijke financiële middelen werden uit het in 1979 vastgestelde Aktionsprogramm Ruhr van de deelstaatregering Noordrijn-Westfalen beschikbaar gesteld. De lijn, die een lengte had van 1,05 kilometer, werd door twee voertuigen gereden. De kosten bedroegen rond de 24 miljoen D-mark, waarvan 75% door de Bond, 20% door de deelstaat en 5% door de stad gedragen werd. De maximale hoogte bedraagt 38,5 meter, bij de kruising over de Universitätsstraße. Om het betreden van het spoorgebied in de stations te verhinderen, zijn de perrons door glaswanden van het rijweg gescheiden. Wanneer de voertuigen de voorziene positie in het station bereikt hebben, openen eerst de perrondeuren en daarna de deuren van het voertuig automatisch.
Na drie jaar bouwtijd kwam in 1993 de eerste 900 meter lange verlenging met een nieuwe aftakking en twee nieuwe stations, in Eichlinghofen en bij S-Bahn-station Dortmund Universität gereed. Verder werd de stroomvoorziening omgebouwd, een modulair besturingssysteem ingebouwd en de route met een volgsysteem uitgerust. Het volgsysteem heeft een nauwkeurigheid tot op 3 centimeter nauwkeurig. Deze aanpassingen maakten een hogere snelheid en een dichtere voertuigopvolging mogelijk. Drie nieuwe voertuigen werden door Siemens geleverd en vervingen de bestaande voertuigen.

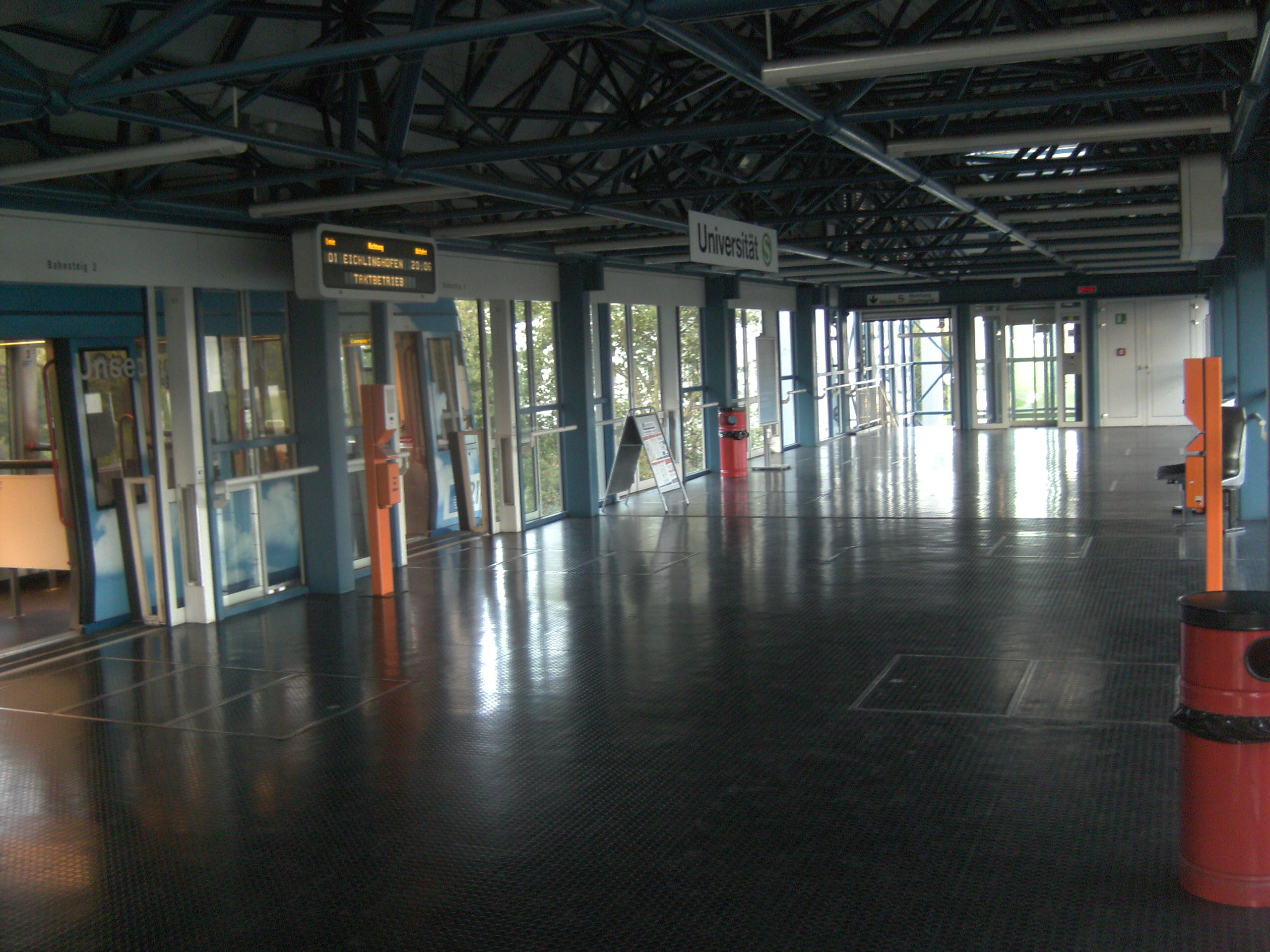
Binnenzijde van het station Universität S (2008)

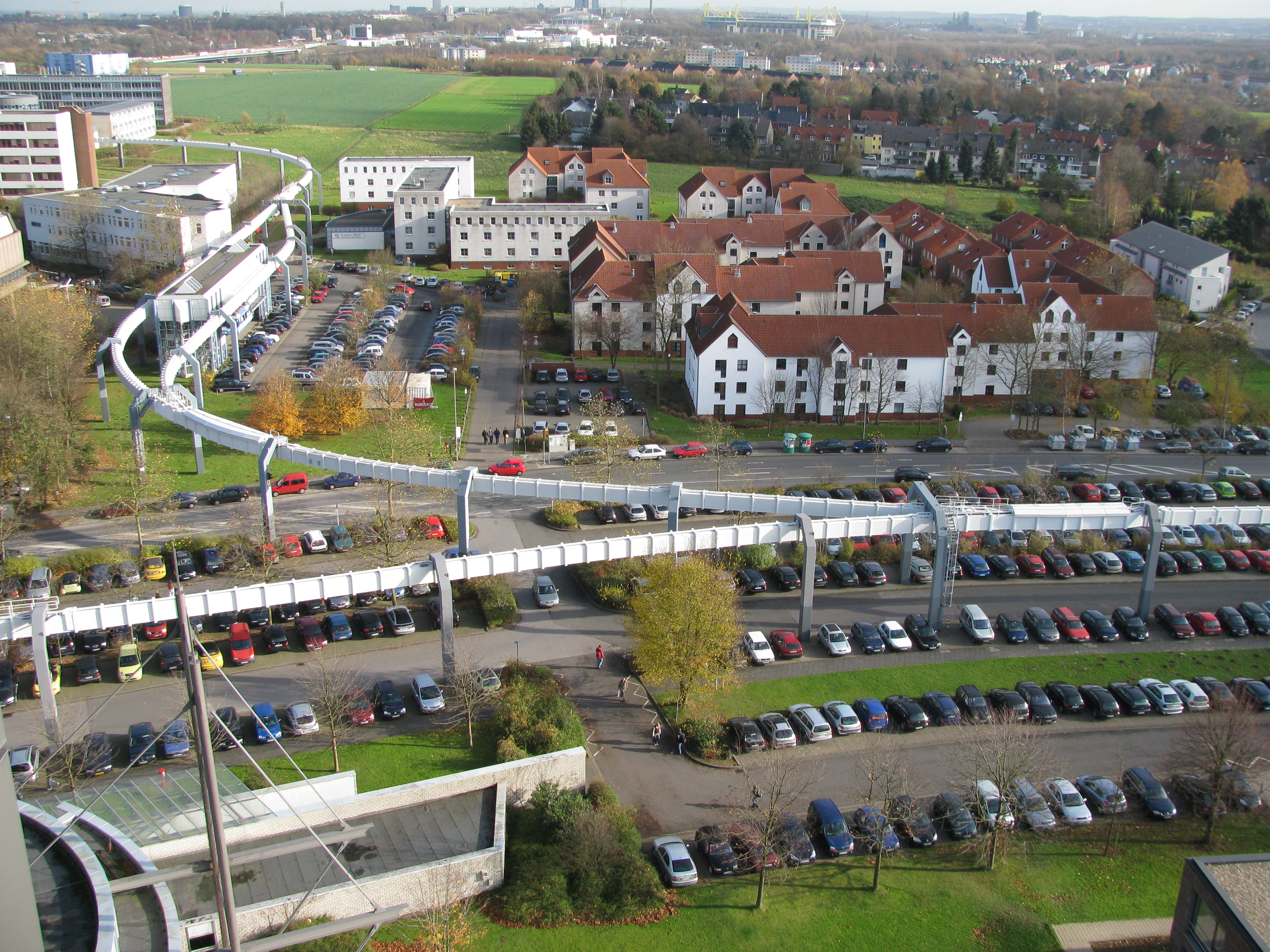
Splitsing van de lijn met links in het midden de halte Universität S, de lijn naar linksonder is richting halte Campus Nord en de lijn naar rechts gaat richting Campus Süd (2008)

Een verdere 1212 meter lange verlenging naar het Technologiepark werd op 19 december 2003 geopend. Het gehele netwerk had toen, nadat het laatste stuk gerealiseerd werd, een netwerklengte van 3,162 kilometer. De bouw van dit trajectdeel kostte €15,5 miljoen, waarbij €1,5 miljoen voor een verder voertuig van de Fahrzeugtechnik Dessau AG (FTD) inbegrepen is. Dit voertuig draagt tegenwoordig het nummer 4 en heeft een modern interieur met digitale displays.

### Exploitatie
Op lijn 1 van Technologiepark naar Eichlinghofen pendelen dagelijks twee voertuigen in een 10-minutenfrequentie, die altijd bij de halte Universität S kruisen. Elke 20 minuten bestaat er aansluiting op de S-Bahn richting Dortmund Hbf en Bochum. Een derde voertuig pendelt als lijn 2 elke 5 minuten op het oudste traject tussen Campus Nord en Campus Süd. Als reserve en voor de versterking van lijn 2 is een vierde voertuig voorhanden.
's Avonds tegen 19 uur wordt de lijnvoering veranderd, naast lijn 2 rijdt een lijn 3 van Campus Nord naar Eichlinghofen in een 10-minutenfrequentie. Bovendien wordt lijn 1 gesplitst; lijn 5 rijdt één voertuig in een halfuurfrequentie tussen Universität S en Eichlinghoven met aansluiting op de S-Bahn, lijn 7 rijdt tussen Technologiezentrum en Universität. Terwijl de meeste lijnen tot 21 uur rijden, rijden lijn 3 en 5 door tot middernacht.
Een verder voertuig voor onderhoudswerkzaamheden is ook aanwezig. Dat wordt ook voor evacuaties bij het uitvallen van een voertuig op het netwerk ingezet.
In een jaar wordt er in totaal 3700 uur gereden met voertuigen die circa 200.000 kilometer afleggen en daarbij rond de 1,6 miljoen reizigers vervoeren.
Om op lijn 2 gelijktijdig twee voertuigen te kunnen inzetten, werd het station Campus Süd in 2011 met een derde perron uitgebreid. De Verkehrsverbund Rhein-Ruhr (VRR) had hiervoor €2,7 miljoen beschikbaar gesteld. De uitbreiding werd door capaciteitsproblemen in de piekuren van de universiteit - onder andere na het sluiten van de Mensa in Campus Süd - noodzakelijk. Wanneer veel mensen zich in de wagens persen, kunnen de deuren niet dicht en komt de dienstregeling in gevaar waardoor meerdere ritten uitvallen. Na de opening van deze uitbreiding wordt in de piekuren een tweede voertuig op lijn 2 ingezet, hierbij wordt gebruikgemaakt van het reservevoertuig. Hiermee is de toename tot 2160 reizigers per uur mogelijk.
Naast een vaste dienstregeling kan ook op rustige momenten op aanvraag (drukknop) een voertuig worden aangevraagd, bijvoorbeeld 's morgens op lijn 2.
De H-Bahn rijdt alleen op werkdagen en niet in het weekend.
| Lijn | Route                              | Rijdt tussen          | Frequentie | Bijzonderheden                         |
| ---- | ---------------------------------- | --------------------- | ---------- | -------------------------------------- |
| 1    | Eichlinghofen - Technologiezentrum | 6:20 - 19:00 uur      | 10 minuten |                                        |
| 2    | Campus Nord - Campus Süd           | 7:10 - 19:00 uur      | 5 minuten  | 's ochtends vanaf 6:20 uur op aanvraag |
| 3    | Campus Nord - Eichlinghofen        | 19:00 uur - 00:00 uur | 10 minuten |                                        |
| 5    | Eichlinghofen - Universität S      | 19:20 uur - 00:10 uur | 30 minuten |                                        |
| 7    | Technologiezentrum - Universität S | 19:20 uur - 21:10 uur | 30 minuten |                                        |

### Mogelijke uitbreidingen

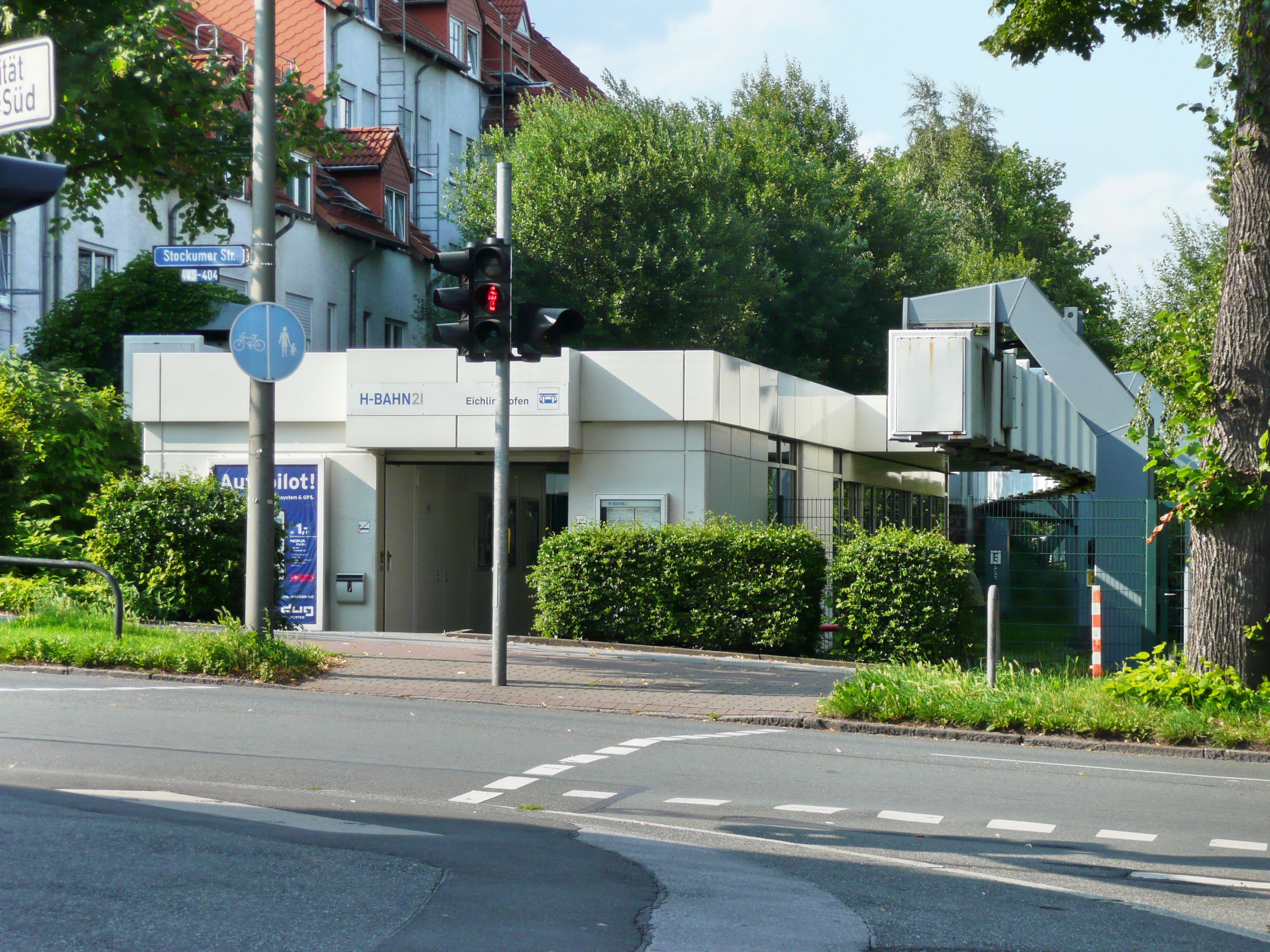
Eindhalte Eichlinghofen op maaiveldhoogte (2008)

In het kader van een voortzetting van het Stadtbahn-ontwikkelingsconcept werden in 2008 meerdere verlengingen van de bestaande H-Bahn evenals nieuwbouw van onafhankelijke netwerken door middel van een kosten-batenanalyse onderzocht. Alle varianten werden daarbij wegens een te lage score verworpen.
- De kortste onderzochte verlenging voerde vanaf halte Technologiezentrum naar het Weißes Feld (bij de Ernst-Abbe-Straße). Deze lijn kreeg (in twee varianten) alleen een negatieve score, dat wil zeggen dat de kosten hoger zijn dan de baten. De route wordt nog wel steeds vrijgehouden in het bestemmingsplan.[5]
- Eveneens in het bestemmingsplan opgenomen is een geplande lijn vanaf station Universität S die afbuigt bij de Emil-Figge-Straße naar het oosten (waar nu de lijn richting Technoligiezentrum afbuigt). Bij de studentenwoningen buigt de lijn af langs de S-Bahn-spoorlijn naar het bus- en Stadtbahn-knooppunt Parkhaus Barop. Een eveneens geplande verlegging van het S-Bahn-station Barup hierheen werd door de Deutsche Bahn AG in 2007 wegens de hoge kosten verworpen.[6] Terwijl een eerdere kosten-batenanalyse positief uitviel, werd na een nieuwe berekening een negatieve score berekend waardoor het plan niet werd uitgevoerd.
- Ook ongeveer dezelfde route van halte Universität S naar de Stadtbahn-halte An der Palmweide (verknoping met lijn U42) haalde het niet.
- Vanuit het voorgaande plan werd ook een verlenging naar de Märkische Straße (verknoping met lijn U41/U47) via de An der Palmweide of Theodor-Fliedner-Heim (beide U42), Westfalenhallen (U45/U46) en Westfalenpark (U45/U49) onderzocht. Deze twee varianten werden in na studie door de lage baten en hoge kosten niet vervolgd.
- Eveneens een studie was de verlenging vanaf de Technologiezentrum in een boog via de Wittener Straße door de wijk Oberdorstfeld naar S-Bahn-station Dorstfeld (verknoping met lijnen U43 en U44). In tegenstelling tot de eerder genoemde plannen bereikte deze variant een positieve score, maar deze viel met 0,3 (een baat dekt 30% van de kosten) laag uit. Hierdoor werd ook dit plan niet doorgevoerd. In het geval van een dergelijke verlenging zouden de lopende kosten tegenover de huidige stand afnemen doordat de H-Bahn meerdere buslijnen deels kan vervangen.
- Een volledig nieuwe H-Bahn was de verbinding van de luchthaven van Dortmund met het station Holzwickede/Dortmund Airport. In tegenstelling tot andere trajecten, waarbij de dienstregeling op bestaande netwerken wordt afgesteld, werd hier een 7-minutenfrequentie voorzien. Dit plan haalde een score van 0,36 die te laag was om het plan door te zetten.

### Ongeval
Op 15 mei 2012 vond in de omgeving van station Campus Nord een ongeval plaats. Een voertuig van de H-Bahn reed tegen een container die een sloopbedrijf aan het verladen was op een vrachtwagen. Hierbij raakten 27 mensen gewond. Hierdoor werden voor een langere periode maar drie van de vier voertuigen ingezet. Tijdens het herstellen van het vierde voertuig reed er vervangend busvervoer tussen Universität S en Technologiezentrum. Sinds november 2013 zijn alle voertuigen weer in dienst.

### SkyTrain (Düsseldorf)

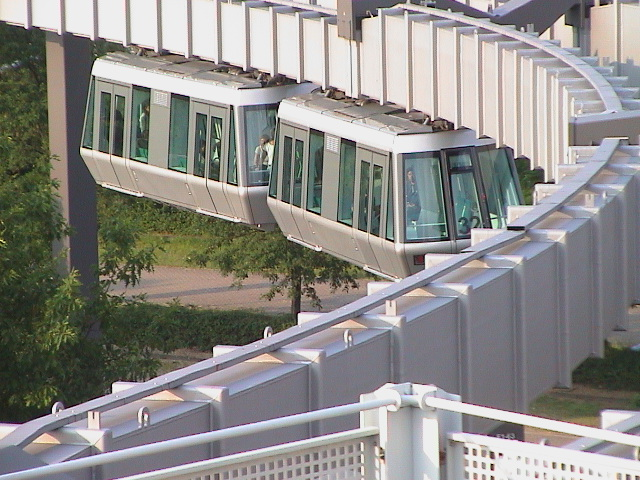
SkyTrain bij de luchthaven Düsseldorf (2005)

Sinds 1 juli 2002 is er ook een H-Bahn op de Flughafen Düsseldorf. In november 1996 werd gestart met de bouw. Als eerste werd het trajectdeel tussen het station en Terminal A, B in bedrijf genomen. De lijn is 2,5 kilometer lang en heeft een maximale stijging van 4%. Het laatste, rond de 250 meter lange, trajectdeel naar Terminal C werd 1,5 jaar later, gelijk met de opening van de terminal in gebruik genomen. De bouwkosten bedroegen rond de €150 miljoen, daarvan ging €35 miljoen op aan de bouw van het treinstation. 62% van de bouwkosten werd via subsidies beschikbaar gesteld.
Op het traject rijden zes voertuigen die uit twee aan elkaar gekoppelde cabines, die ieder 18,4 meter lang en 2,56 meter breed zijn en met een spanning van 400 volt worden aangedreven. Iedere gekoppelde trein biedt 64 staan- en 30 zitplaatsen. Bij een 3-minutenfrequentie kan de H-Bahn tot 2000 reizigers per uur vervoeren. De lijn wordt tussen 3:45 uur en 0:45 uur geëxploiteerd met een 3- tot 7-minutenfrequentie. De verbinding wordt met een gemiddelde snelheid 21 km/h in 7 minuten afgelegd. De maximumsnelheid bedraagt 50 km/h.
Bij de start waren er meerdere kinderziektes met een te gevoelige afstelling van het veiligheidssysteem, waardoor onnodig noodstoppen op de vrije baan plaatsvonden. Daarom werd in fases de dienstregeling stilgelegd. Ter vervanging werden pendelbussen ingezet. Van 31 oktober tot 4 december 2005 werden er wezenlijke aanpassingen aan de baan gedaan.
Na verdere defecten op 10 januari 2006, waarbij reizigers meer dan twee uur in een wagen vastzaten, werd het systeem uit bedrijf genomen. Voor het vervangen van de baanwegdragers evenals voor de systeemintegratie van de volledig gerenoveerde voertuigen stond de SkyTrain van januari tot 16 september 2006 opnieuw stil. De firma Siemens TS droeg de kosten voor het noodzakelijke vervangend vervoer in deze periode. Op 16 september 2006 werd het bedrijf voorlopig heropgestart nadat de regeltechniek en de voertuigen omgebouwd waren, de afhandeling in de haltes aangepast en het operationeel management geoptimaliseerd werd. Zo waren een verbeterd comfort, hogere snelheid en daarmee hogere capaciteiten mogelijk.
Vier dagen na de voorlopige ingebruikname bleef het systeem op 20 september 2006 wederom hangen en 20 reizigers konden pas na 46 minuten uit de cabine gehaald worden, hoewel het nieuwe operationeel management lange tijd geoefend was.
Op 7 december 2006 kwam de SkyTrain uiteindelijk volledig in bedrijf. Volgens de luchthaven werd voor de afname van het systeem een beschikbaarheid van 99% gehaald. Siemens bleef beheerder van het systeem en is ook verantwoordelijk bij het uitvallen van het systeem voor de garantieperiode van 25 jaar.
De exploitant van de H-Bahn heeft zich nog tijdens de bouw voor een verlenging van het tracé naar het beursterrein (Messe Düsseldorf) en de ESPRIT arena uitgesproken.
De haltes worden in het Duits en in het Engels automatisch omgeroepen.

### Tarief en bijzondere regelingen

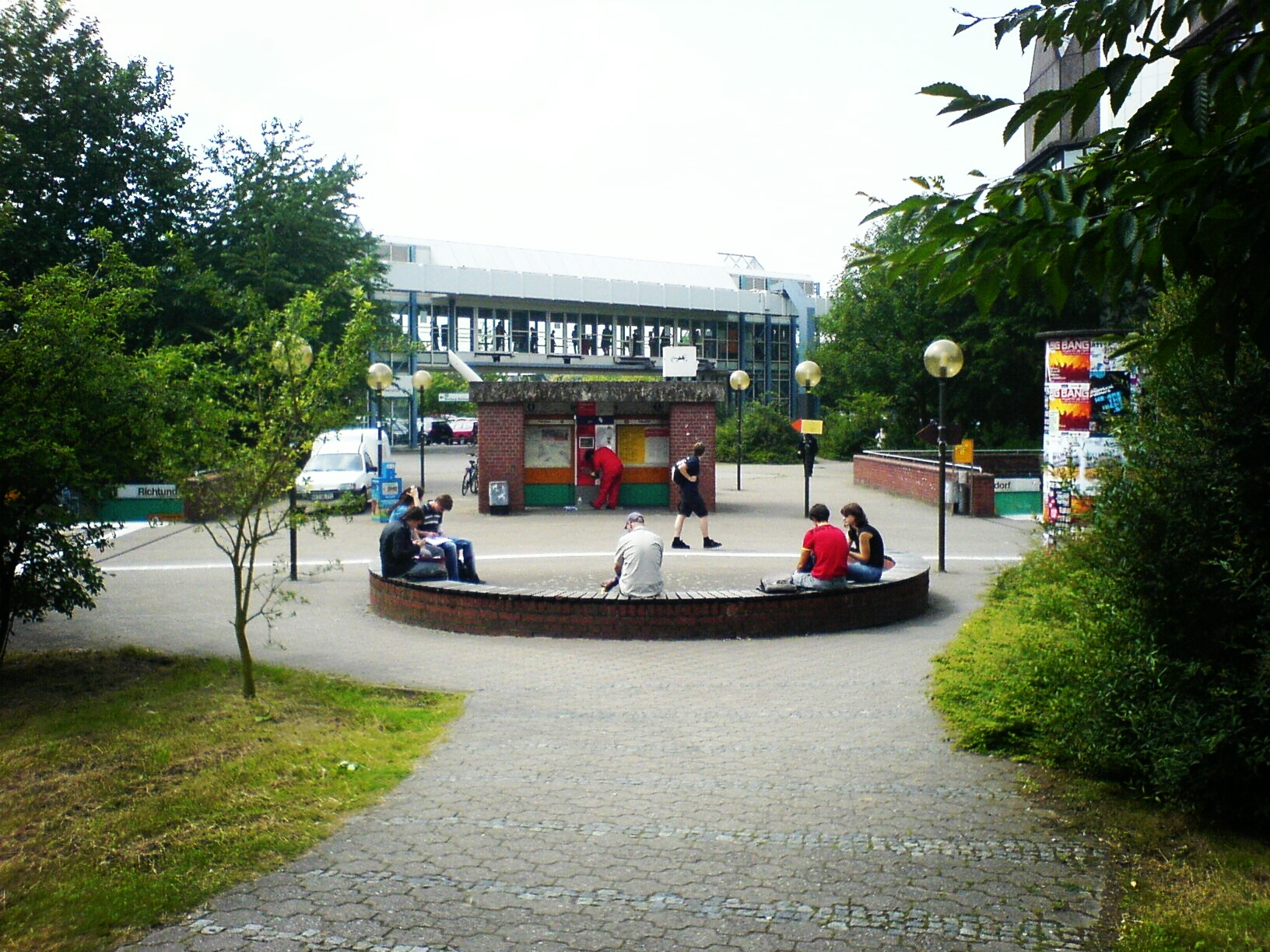
Dortmund-Universität, overgang naar de S1 van VRR (2007)

Beide H-Bahn-systemen zijn in het tariefsysteem van de VRR opgenomen. Wanneer men alleen met de H-Bahn in Dortmund wil reizen, kan men een enkeltje kopen dat twee uur geldig is. In Düsseldorf zijn ook parkeerkaartjes, sommige vliegtickets evenals een aantal treinkaartjes en de kaartjes voor de bezoekersterrassen geldig.